# Incles
Incles (prononcé en catalan : /iŋkɫəs/, et localement : /ˈiŋkles) est un village d'Andorre situé dans la paroisse de Canillo, qui comptait 372 habitants en 2021.

## Toponymie
Le linguiste catalan Joan Coromines fait d’Incles un toponyme roman dérivant du insula (« île »). Il propose un passage par les formes successives *Insgla et *Inscla avec une perte du « s ». Cette hypothèse est étayée par la forme toponymique ancienne vall de Ingles retrouvée dans un document daté de 1399,. Outre le sens d'« île » qui sert à construire le toponyme estany de l'Isla (un des lacs de la vallée), insula peut également prendre le sens de « pré bordant une rivière » comme dans le toponyme andorran Ansalonga (dérivé de insula longa),,.

## Localisation
Le village se trouve sur la rive droite du riu d'Incles tout près de son confluent avec la Valira d'Orient à une altitude de 1 748 m. Incles constitue le point d'entrée de la vallée d'Incles, longue de 6 km et orientée vers le nord-est, constituant l'un des principaux sites de randonnée de la principauté.
Le village est desservi par la route CS-270, embranchement de la route générale 2, prenant naissance entre Soldeu et El Tarter. Incles est ainsi à un peu plus de 15 km de la frontière française.

## Démographie
| 1984 | 1985 | 1986 | 1987 | 1988 | 1989 | 1990 | 1991 | 1992 |
| ---- | ---- | ---- | ---- | ---- | ---- | ---- | ---- | ---- |
| 57   | 69   | 75   | 96   | 106  | 125  | 171  | 252  | 309  |

| 1993 | 1994 | 1995 | 1996 | 1997 | 1998 | 1999 | 2000 | 2001 |
| ---- | ---- | ---- | ---- | ---- | ---- | ---- | ---- | ---- |
| 307  | 331  | 313  | 318  | 329  | 317  | 307  | 327  | 345  |

| 2002 | 2003 | 2004 | 2005 | 2006 | 2007 | 2008 | 2009 | 2010 |
| ---- | ---- | ---- | ---- | ---- | ---- | ---- | ---- | ---- |
| 368  | 423  | 497  | 538  | 561  | 612  | 639  | 643  | 663  |

| 2011 | 2012 | 2013 | 2014 | 2015 | 2016 | 2017 | 2018 | 2019 |
| ---- | ---- | ---- | ---- | ---- | ---- | ---- | ---- | ---- |
| 488  | 366  | 388  | 379  | 330  | 351  | 375  | 283  | 292  |

| 2020 | 2021 | - | - | - | - | - | - | - |
| ---- | ---- | - | - | - | - | - | - | - |
| 304  | 372  | - | - | - | - | - | - | - |